# Publications of the Astronomical Society of Australia
Publications of the Astronomical Society of Australia is een internationaal, aan collegiale toetsing onderworpen wetenschappelijk tijdschrift op het gebied van de astronomie.
De naam wordt in literatuurverwijzingen meestal afgekort tot Publ. Astron. Soc. Aust.
Het wordt uitgegeven door de Astronomical Society of Australia.